# جامعة يالوة
جامعة يالُوَة هي جامعة حكومية تركية، تأسست في يالوة في 31 آيار/مايو عام 2008م، بعد أن أنفصلت مدرسة يالوة المهنية عن جامعة بورصة أولوداغ. نظراً لحاجة ولاية يالوة التي تأسست عام 1995م لوجود جامعة حكومية فيها.
ووفقاً ترتيب الجامعات حسب الأداء الأكاديمي تحتل الجامعة المركز رقم 2905 في تصنيف العام الدراسي (2022/2022).

## الأقسام والكليات

### الكليات
- كلية الحقوق
- كلية الإقتصاد والعلوم الإدارية
- الإقتصاد
- إدارة الأعمال
- العلوم السياسية والإدارة العامة
- الخدمة الاجتماعية
- العلاقات الدولية
- التجارة الدولية والتمويل
- كلية العلوم الإسلامية
  - العلوم الإسلامية الأساسية
  - الفلسفة والدراسات الدينية
  - التاريخ والفنون الإسلامية
- كلية الهندسة
  - هندسة الحاسوب
  - الهندسة الإلكترونية والكهربائية
  - الهندسة الصناعية
  - هندسة نظم الطاقة
  - الهندسة المدنية
  - الهندسة الكيميائية
  - هندسة العمليات
  - الهندسة الميكانيكية
  - الهندسة البوليمرية
  - هندسة النقل
- كلية الفنون والتصميم
  - فنون التواصل
  - تصميم الغرافيك
  - العمارة الداخلية
  - الفنون التقليدية التركية
- كلية العلوم الرياضية
  - تدريب الكوتشينج (المدربين)
  - الترفيه
  - الإدارة الرياضية
  - تعليم التربية البدنية والرياضية
- كلية العلوم الطبية
  - التغذية والحمية
  - نمو الطفل
  - العلاج الطبيعي وإعادة التأهيل
  - التمريض
  - كلية الطب البشري
- كلية العلوم الإنسانية والاجتماعية
  - الخدمة الاجتماعية
  - التاريخ
  - علم النفس
  - الإعلام الحديث والإتصال

### المعاهد العالية
- المعهد العالي للتربية والتعليم

### المعاهد المهنية
- المعهد المهني في يالوة
- المعهد المهني في ألتنوفا
- المعهد العالي في تيرمال
- المعهد العالي في أرموتلو
- المعهد العالي في تشنارجيك

### المدارس العالية
• المدرسة العالية لتعليم اللغات الاجنبية
• السنة التحضيرية في اللغة التركية
• السنة التحضيرية في اللغة الإنجليزية
• الترجمة والترجمة الفورية الإنجليزية
• الترجمة والترجمة الفورية العربية
• اللغات المعاصرة

## المَراجع
1. ↑  Tahir Sezen (2017). Osmanlı Yer Adları (PDF) (بالتركية والتركية العثمانية) (ط. 2nd). Ankara: T.C. Başbakanlık Devlet Arşivleri Genel Müdürlüğü. ص. 800. ISBN:978-975-19-6682-7. OCLC:1007338826. OL:44559976M. QID:Q118634180.
2. ↑  "Başbakanlık Mevzuatı Geliştirme ve Yayın Genel Müdürlüğü". www.resmigazete.gov.tr. مؤرشف من الأصل في 2021-07-24. اطلع عليه بتاريخ 2022-07-05.
3. ↑  "URAP - University Ranking by Academic Academic Performance". urapcenter.org. مؤرشف من الأصل في 2022-01-18. اطلع عليه بتاريخ 2022-07-05.